# A Whiter Shade of Pale
"A Whiter Shade of Pale" é o single de estreia da banda britânica Procol Harum, lançado em 12 de maio de 1967. Chegou ao primeiro lugar na UK Singles Chart em 8 de junho de 1967, onde permaneceu por seis semanas. Sem muita divulgação, chegou ao quinto lugar na Billboard Hot 100 dos Estados Unidos. Um dos hinos do Verão do Amor de 1967, é um dos singles mais vendidos da história, com mais de dez milhões de cópias mundialmente.
Com uma melodia inspirada em Johann Sebastian Bach, vocal emotivo e letra incomum (a música foi feita por Gary Brooker e Matthew Fisher, e a letra por Keith Reid), "A Whiter Shade of Pale" liderou as paradas musicais de vários países quando de seu lançamento em 1967. Desde então, acabou por tornar-se um clássico duradouro. Em 2009, foi anunciada como a canção mais tocada dos últimos 75 anos em espaços públicos no Reino Unido, e o grupo de direitos autorais Phonographic Performance Limited a reconheceu em 2004 como a canção mais executada em meios de comunicação do Reino Unido dos últimos 70 anos. Também em 2004, a revista Rolling Stone incluiu "A Whiter Shade of Pale" na sua lista das "500 melhores canções de todos os tempos".
Por esta canção, foram indicados ao Grammy Award para melhor performance pop por uma dupla ou grupo em 1968. Em 1977, em conjunto de "Bohemian Rhapsody", do Queen, foi eleita "Melhor Single Britânico Entre 1952–1977" nos Brit Awards. Ela foi introduzida no Hall da Fama do Grammy em 1998 e ao Hall da Fama do Rock and Roll em 2018. Mais de mil regravações por outros artistas são conhecidas. A canção foi incluída em várias coletâneas ao longo das décadas e foi parte significativa de várias trilhas sonoras, incluindo de The Big Chill, Breaking the Waves, The Boat That Rocked, Combate no Vietnã, House, M.D. e Afinal, o Que Querem as Mulheres?.
Os créditos de composição originais foram somente para Brooker e Reid. Em 30 de julho de 2009, Fisher ganhou direito aos créditos de co-autoria da música em decisão unânime do Law Lords.